# S.S. Doomtrooper
S.S. Doomtrooper é um filme estadunidense de ficção científica lançado em 1 de abril de 2006, com direção de David Flores.

## Créditos

### Elenco
- Corin Nemec.... Capitão Pete Malloy
- James Pomichter.... Private Parker Lewis
- Marianne Filali.... Mariette Martinet
- Ben Cross .... Doctor Ullman
- Kirk B.R. Woller .... Lieutenant Reinhardt
- Harry Van Gorkum .... Sergeant Digger
- Asen Blatechki.... Private Andy Papadakis
- Raicho Vasilev.... Corporal Potter
- John Newton.... Private Rhys-Jones
- Boris Pankin .... General Carmichael
- Julian Bailey .... Jean-Michele
- Jonas Talkington .... Corporal Johnson
- Lee Williams .... Mr. Dougherty
- Ivo Simeonov .... Mr. Smith
- Linda Russeva .... Eva
- Yulian Vergov .... Guarda Nazista # 1
- Daniel Tzochev .... SS Commander
- Evgeni Gospodinov .... Citadel Guard
- Georgi Zlatarev .... Radio Operator
- Georgi Spasov .... Ammo Depot Guard
- Maxim Genchev .... Nazi Officer
- Ivo Naidenov .... Nazi SS Trooper
- Johan Benét .... Drunk Nazi (não creditado)

## Sinopse
| “ | Durante a Segunda Guerra, cientistas nazistas desenvolvem um soldado forte e perigoso. O exército americano precisa mandar uma equipe de soldados altamente treinados para a Europa a fim de destruir o laboratório e exterminar a máquina mortífera alemã. | ” |